# カードキャプターさくら キャラクターソングブック
「カードキャプターさくら キャラクターソングブック」（CARDCAPTOR SAKURA CHARACTER SONGBOOK）は、CLAMPによる日本の漫画・テレビアニメ『カードキャプターさくら』のキャラクターソング・アルバムである。1999年1月21日にビクターエンタテインメントより発売された。
「カードキャプターさくら キャラクターシングル」のキャラクターソング6曲と、新しいキャラクターソング4曲を収録。
ディスクジャケットには、もこなあぱぱによる描き下ろしの木之本桜が描かれている。

## 曲目リスト
1. ずっとずっとずっと [4:37]
歌：木之本桜（丹下桜）・ケルベロス（久川綾）
作詞：大川七瀬、作曲・編曲：chihiro
2. こっちを向いて [4:31]
歌：李苺鈴（野上ゆかな）
作詞・作曲：chihiro、編曲：岸村正実
3. 自転車に乗って [4:19]
歌：月城雪兎（緒方恵美）
作詞：横山武、作曲・編曲：米光亮
4. 君がいた景色(シーン) [4:45]
歌：木之本桃矢（関智一）
作詞：貴三優大、作曲・編曲：根岸貴幸
5. 私だけのムービー☆スター [4:50]
歌：大道寺知世（岩男潤子）
作詞：貴三優大、作曲・編曲：岸村正実
6. プリズム [4:41]
歌：木之本桜（丹下桜）
作詞：白峰美津子、作曲・編曲：多田彰文
7. 気になるアイツ [4:44]
歌：李小狼（くまいもとこ）
作詞：白峰美津子、作曲・編曲：岸村正実
8. 蒼い記憶 [4:35]
歌：観月歌帆（篠原恵美）
作詞・作曲：chihiro、編曲：岸村正実
9. いっしょにうたお [4:45]
歌：ケルベロス（久川綾）
作詞：大川七瀬、作曲・編曲：根岸貴幸
10. やさしさの種子(たね) [4:16]
歌：大道寺知世（岩男潤子）・友枝小学校コーラス部
作詞：松本花奈、作曲・編曲：浜口史郎